# Classe Loire
Bâtiment de soutien et d'assistance métropolitain (BSAM)
Pour les articles homonymes, voir Loire (homonymie) et BSAH.
La classe Loire ou bâtiments de soutien et d’assistance métropolitains (BSAM), nommés bâtiments de soutien et d’assistance hauturiers (BSAH) jusqu’en janvier 2019, est une classe de bâtiments sans artillerie de la marine nationale française, développée et produite par Kership, coentreprise créée en 2013 par Piriou (55 %) et DCNS (45 %).

## Caractéristiques
- Longueur 70,3 m
- Bau (Largeur) 15,8 m
- Tirant d'eau 5 m
- Déplacement 2 960 t en pleine charge
- Équipage de 17 hommes

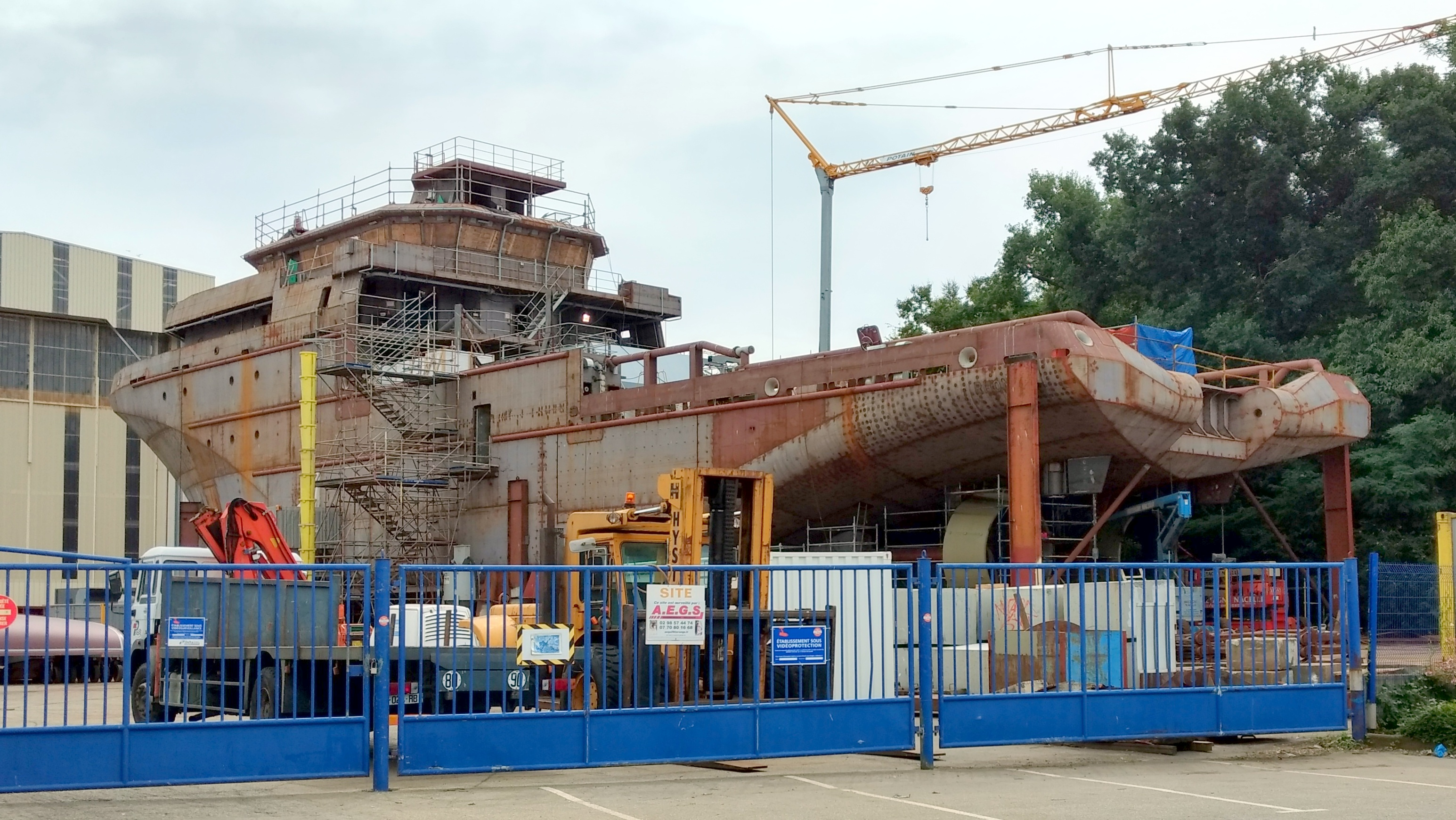
Le BSAM Rhône en cours de construction aux chantiers Piriou de Concarneau

Ils disposent d'une capacité de remorquage de 80 tonnes, d'une grue de levage et peuvent embarquer 12 personnes supplémentaires. L'autonomie à la mer est de 30 jours.

## Port base
La direction générale de l'Armement (DGA) a commandé le 17 août 2015 à Kership, coentreprise des groupes Piriou et Naval Group, la construction de deux unités de ce type. Deux autres bâtiments l'ont été le 11 octobre 2016. Les quatre unités sont construites en Bretagne, aux Chantiers Piriou à Concarneau et Kership à Lorient.
Ces quatre bâtiments de soutien destinés à remplacer les BSR Gazelle, Élan et Taape et les RHM Tenace et Malabar mis en service entre 1973 et 1983.
| Nom     | N°   | Construction | Lancement        | Réception       | Mise en service | Base navale |
| ------- | ---- | ------------ | ---------------- | --------------- | --------------- | ----------- |
| Loire   | A602 | avril 2016   | 1er juin 2017    | 22 mars 2018    | 26 juillet 2018 | Toulon      |
| Rhône   | A603 | 2017         | 13 novembre 2017 | 25 juillet 2018 | 22 janvier 2019 | Brest       |
| Seine   | A604 | 2016-2017    | 4 décembre 2017  | 5 mars 2019     | 24 juillet 2019 | Toulon      |
| Garonne | A605 | 2017-2018    | 5 novembre 2018  | 4 juillet 2019  | 8 janvier 2020  | Brest       |

## Missions
Les bâtiments de soutien et d’assistance métropolitains (BSAM) remplissent trois types de missions : 
- le soutien et la projection des forces (remorquage d’antennes, de cibles, accompagnement d’un groupe aéronaval ou amphibie ou encore d’un sous-marin)[17],
- la sauvegarde des personnes et des biens (sauvetage en mer, assistance à navires en détresse, protection de l’environnement, lutte contre les pollutions maritimes)
- et le soutien de région (remorquages d’engins, travaux dans les ports militaires…)[18].

## Carrières opérationnelles

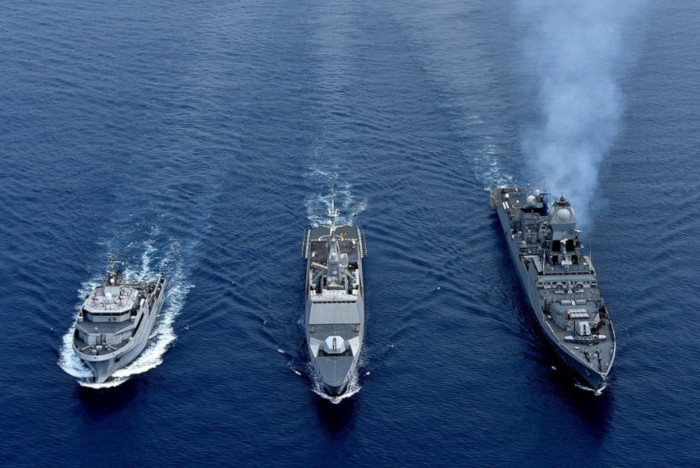
De gauche à droite le Loire, Courbet et le INS Chenai lors de l'exercice Varuna 2022.

### Navigation circumpolaire duRhôneen 2018
Afin d’évaluer ses capacités militaires avant son admission au service actif, le BSAH Rhône a effectué un déploiement de longue durée en août-septembre 2018. Deuxième unité de la série de quatre bâtiments, le Rhône a été livré en avril 2018 à la Marine nationale et a été admis au service actif le 22 janvier 2019. Il a quitté son port-base de Brest le 23 août 2018, a rejoint Tromsø en Norvège, et a effectué une navigation circumpolaire en empruntant notamment le passage du Nord-Est, de la mer de Norvège au détroit de Béring, en passant par la mer de Barents, la mer de Kara, la mer de Laptev, la mer de Sibérie orientale, la mer des Tchouktches. Le 14 septembre 2018, le Rhône a franchi le détroit de Béring entre la pointe de la Russie et l’Alaska. Il a ensuite rallié l’Alaska et Dutch Harbor, dans les Îles Aléoutiennes. Il est revenu à Brest en transitant par les océans Pacifique et Atlantique. Ce déploiement de longue durée est exceptionnel car c’est la première fois qu’un bâtiment de la Marine nationale emprunte cette route. Il illustre la capacité des BSAH à se déployer loin et longtemps dans un milieu aux conditions météorologiques extrêmes et changeant rapidement. Au-delà du renforcement de l’expertise des équipages de la Marine nationale à naviguer et à opérer dans la zone arctique, ce type de déploiement permet d’accroître les connaissances météorologiques et océanographiques des zones traversées.

### Déploiement duSeineet du SNAÉmeraudedans la zone indopacifique en 2020
En novembre et décembre 2020, le Seine accompagne le sous-marin nucléaire d’attaque Émeraude dans une tournée en zone Indo-Pacifique comprenant des arrêts, et des manœuvres militaires en coopération, à Perth en Australie avec la Royal Australian Navy, à Guam dans le Pacifique ouest et enfin dans la mer des Philippines avec les marines du Japon et des États-Unis autour de l'île japonaise d'Okinotorishima

Le Seine en escale à la base navale américaine de Guam en 2020 avec le SNA Émeraude
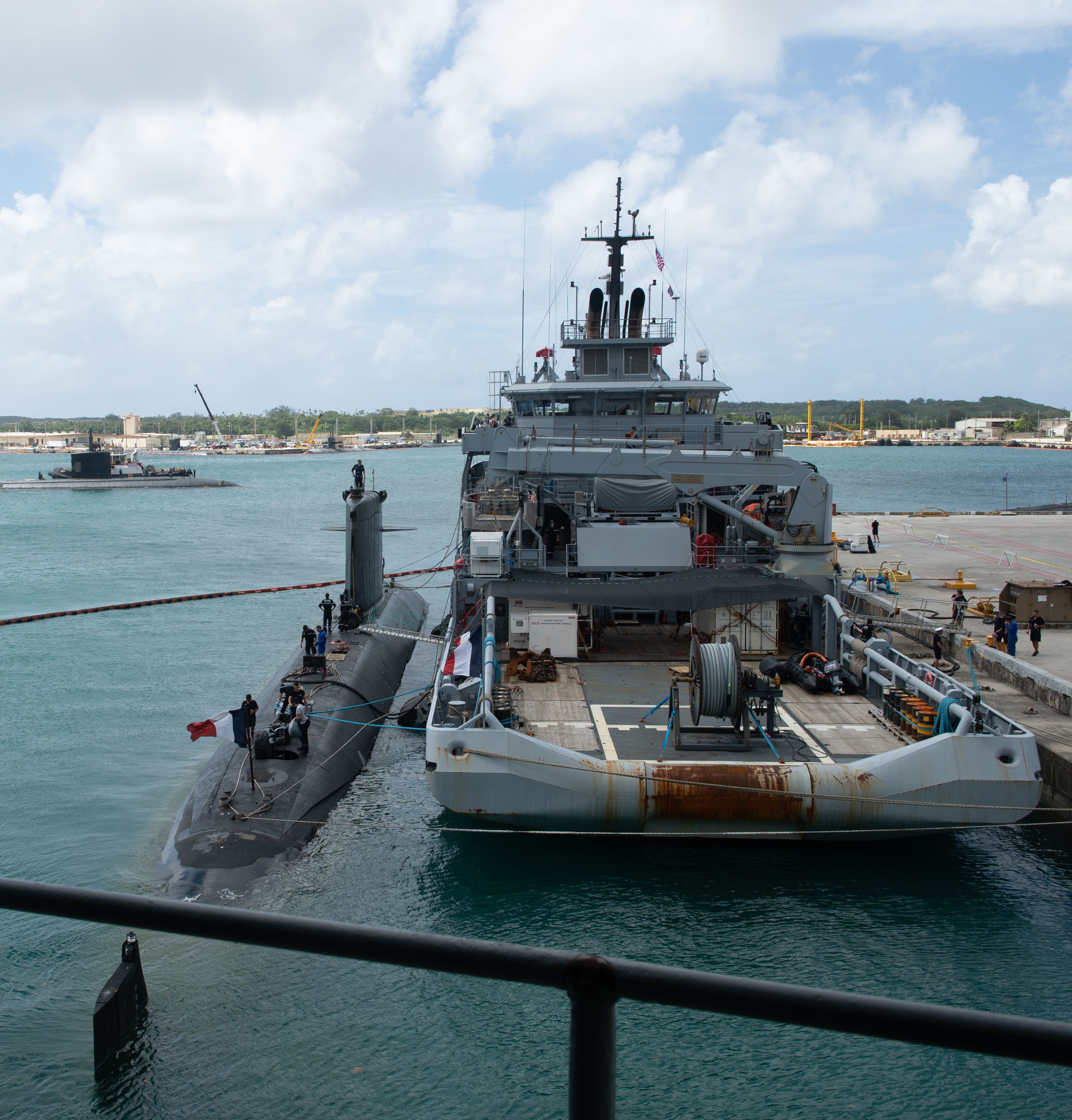
Le Seine et le SNA Émeraude
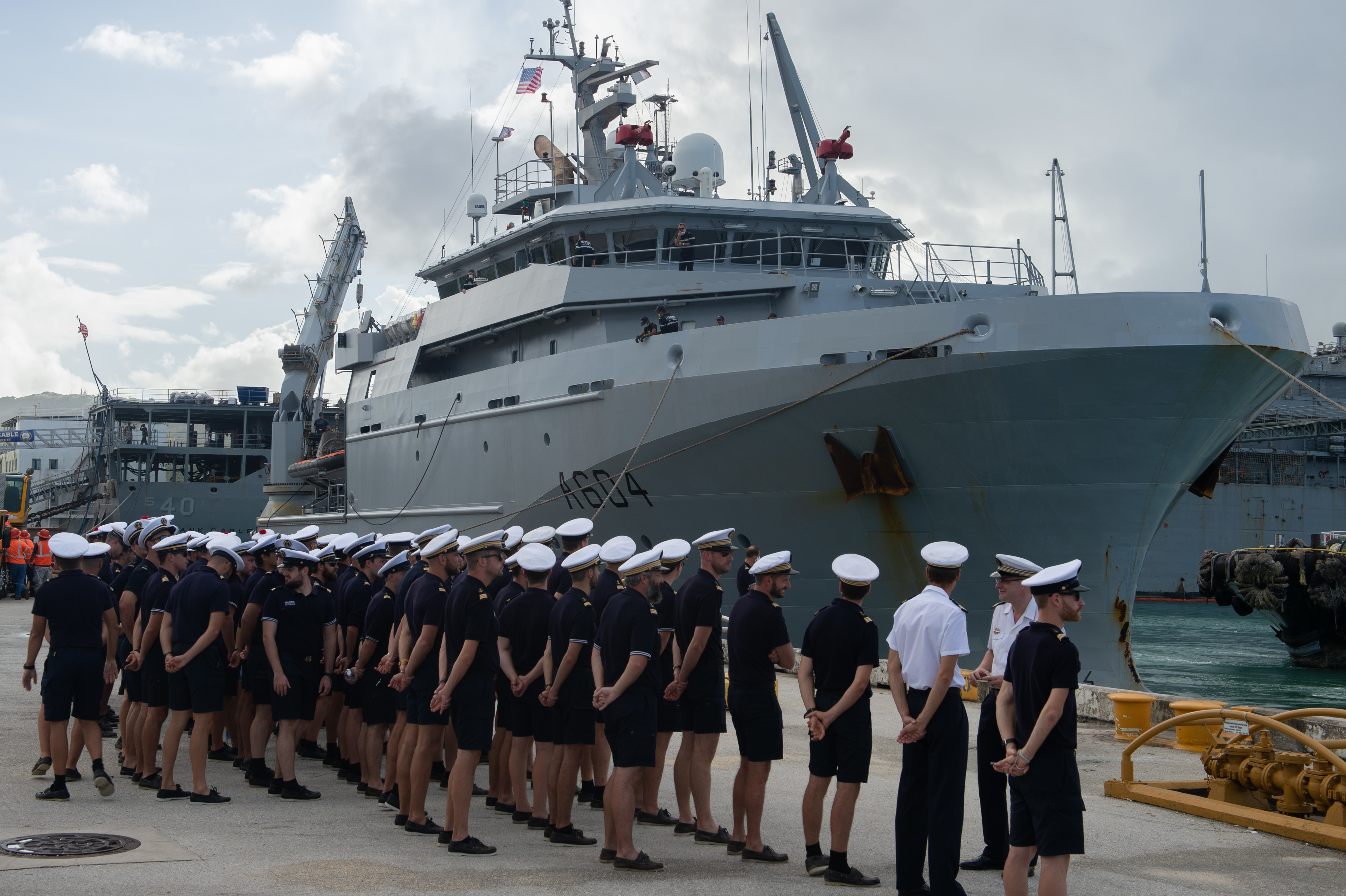
Le Seine avec l'équipage de l'Émeraude.